# كوجل (أكلة)
كوجل (بالعبرية: קוגל) هو خبز أو بودنغ يهودي أشكنازي أو طبخ خزفي، يماثل الفطيرة، ويصنع عادة من معكرونة البيض ق (ويسمى بيض اللوكشين) أو البطاطا، كما يستعمل في بعض الأحيان الكوسة أوالتفاح أوالسبانخ أوالقرنبيط أوالتوت البري أو البطاطا الحلوة. يعتبر طبق جانبي يقدم في يوم السبت ويوم توف.

## أصل الكلمة
يأتي اسم الطبق من الجذر الجرمانية كوجل ويعنى «الكرة» أو «العالم»، وهكذا نشأ اسمه اليديشي لشكله الأصلي الكروي المنتفخ. في أيامنا هذه غالبا ما تخبز الكوجل في مقالي مربعة. كما هناك شائعة بوجود علاقة لهذه بالكلمة العبرية كيإيجول k'iygul لغة عبرية التي تعني«كدائرة»، ولكن هذه لغة محكية غير مثبتة.

## تاريخ الطبق

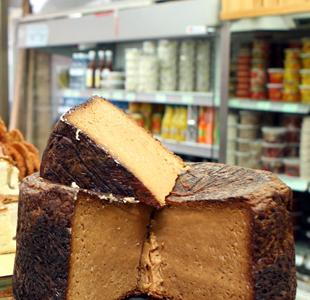
كوجل يروشالمي

صنعت الكوجل الاصلية من الخبز والدقيق وكانت نوع من الطبيخ بدلا من الحلوى. وقبل 800 سنة، استبدال الطهاة في ألمانيا مخاليط الخبز بالمعكرونة أو الفارفل. ثم اضيف والبيض. وفي الخلطات المنزلية، يضاف الجبن القريش والحليب لإنشاء مزيج يشابه الكسترد وهو أمر شائع في أطباق الحلوى اليوم. أما في بولندا فقد أضافت ربات البيوت اليهوديات الزبيب والقرفة والجبن الحلو لوصفات معكرونة الكوجل. في أواخر القرن 19، أضاف المقدسيات السكر المحروق والفلفل الأسود إلى معكرونة الكوجل فيما يعرف باسم «كوجل القدس»، والذي يقدم عادة في السبت المقدس وهو طبق جانبي شعبي يقدم مع الشولنت خلال غداء يوم السبت.
يستند الكوجل اللاذع على البطاطا، الماتزة، والملفوف، والجزر والقرع والسبانخ، أو الجبن. 

## المهرجانات اليهودية
الكوجل هي من الوجبات الأساسية في أعياد اليهود الاشكنازية (اليهود ذوي النسب من أوروبا الشرقية)، ولا سيما في أيام السبت اليهودية وغيرها من ليالي الأعياد اليهودية أو في التش. يعتقد بعض اليهود الحسيدية أن تناول الكوجل يوم السبت اليهودي يجلب بركات روحية خاصة، لا سيما إذا قدم على طاولة ربي حسيدية.
بينما يقدم كوجل المعكرونة وكوجل البطاطا، وتنويعات أخرى في وجبات الأعياد اليهودية، فإن فطير خبز الكوجل يقدم في عيد الفصح الذي يوافق متطلبات الكوشير.
وهناك طبق بيلاروسي مماثل هو البطاطا البابكا.

## الروابط الخارجية
- مقالة «متكشف الكوجل»